# Microsoft SharePoint Designer
Microsoft SharePoint Designer，簡稱SPD，是一款由微軟公司推出的網頁製作軟件，前身是Microsoft FrontPage。

## 過去版本
2006年，微軟公司宣布Microsoft FrontPage將會被本軟件和Microsoft Expression Web兩款新產品替代。這兩款正在開發中的軟件都是部分基於Microsoft FrontPage的。SharePoint Designer2007在FrontPage2003後改變了：
- 无法在SharePoint Designer中預覽，用戶需要在網頁瀏覽器中預覽。
- 對製成HTML做出更改，使其更符合XHTML標準。
- 取消了插入快取圖案及文字藝術師等功能。須從其他Office軟件複製。

## 软件特性
- 所见即所得
- 集成了编辑、代码，也可以使用「分割」排版同時查看2種。
- 与Microsoft Office各软件无缝连接
- 表格控制能力

## 版本歷史
- Microsoft SharePoint Designer 2007（2006年）
- Microsoft SharePoint Designer 2010（2010年）
- Microsoft SharePoint Designer 2013（2013年）

## 外部連結
- SharePoint Designer
  - Microsoft SharePoint Designer 2010 官方提供免費下載 32位元版 （页面存档备份，存于） - 64位元版 （页面存档备份，存于）
  - SharePoint Designer 2010 Service Pack 1 更新檔案下載 32位元版 （页面存档备份，存于） - 64位元版 （页面存档备份，存于）